# بيت الكينعي (الشعر)

تعديل مصدري - تعديل

بيت الكينعي محلة تابعة لقرية بيت القشمة، التابعة لعزلة الوسط بمديرية الشعر إحدى مديريات محافظة إب في الجمهورية اليمنية، بلغ تعداد سكانها 35 حسب تعداد اليمن لعام 2004.